# 創価中学校・高等学校

学園旗

創価中学校・高等学校（そうかちゅうがっこう・こうとうがっこう）は、東京都小平市に所在し、中高一貫教育を提供する私立中学校・高等学校。

## 概要
学校法人創価学園が同じく東京都内にある東京創価小学校とともに設置・運営する中学校および高等学校。
仏教系の日蓮仏法を信仰する宗教団体（宗教法人）・創価学会と関わりがある学校であるが、創価学会の教義に基づく宗教教育は施されていない。
在籍する児童・生徒の大多数は創価学会の信者（いわゆる創価学会員）である。ただし、学会員以外も入学・在籍・卒業でき、入学試験の採点や児童・生徒に対する処遇、成績評価等の面で学会員・非会員の区別は一切されていない。

## 沿革
- 1968年 - 創価中学校・高等学校開校（当時は男子校）
- 1982年 - 男女共学化
- 1983年 - 中学校の校舎を新築移転する。
- 2012年 - 高等学校「総合教育棟」が完成する。

## 校歌
- 草木は萌ゆる　作詞：小倉裕児、作曲：杉野泰彦（元音楽科教諭）[2]

## 行事
- 本校の主な行事は、「栄光の日」、「情熱の日」、「英知の日」における記念集会と「情熱の日」に行われる中学と高校合同の文化祭である。(新型コロナウイルスの影響から、現在は中学では体育祭、高校では文化祭をが行われている)
- また、東京創価小学校、創価中学校、創価高等学校合同の卒業式、この模様は関西創価学園と同時中継される。(新型コロナウイルスの影響により現在は合同ではなく各校で行われる)

## 施設
- 中学校屋上プール
- 池田体育館（中学校）
- プラトン図書館（中学校）
- 池田中央体育館（高校）
- 屋内プール（池田中央体育館地下）
- 蛍雪図書館（高校）
- 池田講堂 - 座席数1130席、400インチのスクリーン[3]
- 栄冠ホール - 収容人員158人[4]
- 総合教育棟
- 東大和グラウンド（野球場）
  - 東京都東大和市桜が丘1丁目1449-2。西武拝島線東大和市駅から徒歩約8分[5]。内野は黒土混合土、外野はゴムチップ入ロングパイル人工芝を採用[6]。
- 栄光寮 - 学校から徒歩5分。男子のみ（高校女子には学校が斡旋する下宿がある）[7]。

## アクセス
- 西武国分寺線鷹の台駅下車 徒歩15分
- 西武バス寺71・寺72 「創価学園前」下車

## 入試

### 中学校
- 2020年度入試は受験者数317人、合格者数112人、実質倍率は2.8倍だった[8]。

### 高等学校
- 2020年度入試の推薦入試は、受験者数118人、合格者数78人、実質倍率は1.5倍。一般入試は受験者数147人、合格者数79人、実質倍率は1.9倍だった[9]。

## クラブ

### 体育部
- 硬式野球部
- 軟式野球部
- サッカー部
- バスケットボール部（男女別）
- バレーボール部（男女別）
- 硬式テニス部（男女別）
- ソフトテニス部（男女別）
- 空手部
- 剣道部（男女別）
- 柔道部
- 陸上部（男女別）
- 水泳部（男子）
- 卓球部
- ハンドボール部（男女別）
- バドミントン部（男女別）

### 文化部
- 囲碁・将棋部
- 放送部
- 書道部
- 創価雄弁会（ディベート部）
- 演劇部
- 物理・技術工学部
- 生物部
- 美術部
- 吹奏楽部（ブラスバンド部）
- 茶華箏曲部
- 翼コーラス部
- インターナショナルクラブ
- 漫画研究会
- ダンス部（男女別）
- 弦楽アンサンブル研究会
- サイエンス部

## その他
- 1968年に創設された本学校の1期生が創価大学の1期生となるよう、大学の開学が予定より2年早められた（1971年創立）。
- ディベートが盛んな学校であり、全国中学・高校ディベート選手権（ディベート甲子園）において3位以上に入賞した回数は、創価中が11回、創価高が11回という成績を収めている（2007年、2014年、2019年には、中高アベック優勝を果たしている）。また2010年、2011年には二年連続でベストコミュニケーション賞を中高ダブル受賞している（中学は2012年もベストコミュニケーション賞を受賞し、3年連続の受賞となった）。2025年８月2～4日に行われた第30回ディベート甲子園では、創価中が6年ぶり10回目の優勝を飾った。ベストコミュニケーション賞、ベストディベーター賞、最優秀指導者賞も受賞した。

## 学校関係者と組織

### 学校関係者組織

#### 同窓会
- 卒業生の集まりとして「鳳友会」がある。
- 毎年9月、創価大学で「創価教育同窓の集い」が開催される。
- その他、随時「学園栄光大会」「○期生大会」等が開催される。

### 出身者一覧

#### 政治
- 北側一雄 - 衆議院議員、公明党幹事長、元国土交通大臣
- 富田茂之 - 衆議院議員、元財務副大臣、元法務副大臣
- 荒木清寛 - 元参議院議員、元外務副大臣
- 木庭健太郎 - 元参議院議員
- 魚住裕一郎 - 元参議院議員
- 谷合正明 - 参議院議員
- 濱地雅一 - 衆議院議員
- 矢倉克夫 - 参議院議員
- 大部一秋 - 元駐ウルグアイ特命全権大使
- 竹谷とし子 - 参議院議員
- 川村雄大 - 参議院議員

#### 学者
- 石井吉春 - 社会政策学者、北海道大学名誉教授、苫東会長
- 小倉裕児 - 歴史学者、創価大学教授、校歌作詞者
- 中野信子 - 認知神経科学者、評論家[要出典]

#### 芸能
- 伊藤ガビン - 編集者、ゲームデザイナー
- 松本慶子 - キャスター
- 長井秀和 - 漫談師
- 今立進 - お笑いタレント（エレキコミック）
- 土屋伸之 - お笑いタレント（ナイツ）
- 川島光明 - お笑いコンビ（パパロア）
- 小川康弘 - お笑いコンビ（パパロア）
- ちゃんだい - お笑いコンビ（蓮華）
- 三浦研一 - 俳優
- 石原さとみ -女優
- 沢口千恵 - 声優
- 日華 - MC
- 漆戸啓 - ミュージシャン（カズン）

#### スポーツ

##### サッカー
- 浅岡朝泰 - 元サッカー日本代表選手
- 柳田伸明 - Jリーグコーチ

##### 野球
| 名前       | 出身地         | 卒   | Pos    | 大学         | 社会人他     | ドラフト | 順位       | 指名球団     | 引退後                                    |
| ---------- | -------------- | ---- | ------ | ------------ | ------------ | -------- | ---------- | ------------ | ----------------------------------------- |
| 栗山英樹   | 東京都小平市   | 1979 | 外野手 | 東京学芸大学 | -            | 1983年   | ドラフト外 | ヤクルト     | 第5回WBC日本代表監督（2023年）            |
| 小野和義   | 栃木県宇都宮市 | 1983 | 投手   | -            | -            | 1983年   | 1位        | 近鉄         | 西武投手コーチ等                          |
| 清水千曲   | 東京都小平市   | 1992 | 外野手 | -            | -            | 1992年   | 8位        | ヤクルト     |                                           |
| 小谷野栄一 | 東京都江東区   | 1998 | 内野手 | 創価大学     | -            | 2002年   | 5位        | 日本ハム     | オリックス 野手総合兼打撃コーチ（2021年） |
| 田中彰     | 東京都墨田区   | 2000 | 内野手 | 法政大学     | -            | 2004年   | 5位        | オリックス   | 広島スコアラー                            |
| 高口隆行   | 東京都江戸川区 | 2001 | 内野手 | 創価大学     | -            | 2005年   | 6位        | 日本ハム     | 創価大学コーチ（2023年）                  |
| 田上健一   | 神奈川県横浜市 | 2005 | 外野手 | 創価大学     | -            | 2009年   | 育成2位    | 阪神         |                                           |
| 大塚豊     | 東京都江戸川区 | 2005 | 投手   | 創価大学     | -            | 2009年   | 2位        | 日本ハム     |                                           |
| 田中正義   | 神奈川県横浜市 | 2012 | 投手   | 創価大学     | -            | 2016年   | 1位        | ソフトバンク |                                           |
| 池田隆英   | 佐賀県唐津市   | 2012 | 投手   | 創価大学     | -            | 2016年   | 2位        | 楽天         |                                           |
| 海老原一佳 | 東京都昭島市   | 2013 | 外野手 | 創価大学     | -            | 2018年   | 育成1位    | 日本ハム     | 高岡向陵高コーチ                          |
| 上村知輝   | 東京都八王子市 | 2017 | 投手   | 創価大学     | オイシックス | -        | -          | -            |                                           |
| 門脇誠     | 奈良県奈良市   | 2018 | 内野手 | 創価大学     | -            | 2022年   | 4位        | 巨人         |                                           |

## 系列校
- 日本
  - 学校法人創価学園
    - 関西創価中学校・高等学校
    - 東京創価小学校
    - 関西創価小学校
    - 札幌創価幼稚園

  - 学校法人創価大学
    - 創価大学
    - 創価女子短期大学
- アメリカ合衆国
  - アメリカ創価大学
- ブラジル
  - ブラジル創価学園（小学校 中学校 高校）
  - ブラジル創価幼稚園
- 香港
  - 香港創価幼稚園
- 韓国
  - 韓国幸福幼稚園
- マレーシア
  - マレーシア創価幼稚園
  - 創価インターナショナルスクールマレーシア
- シンガポール
  - シンガポール創価幼稚園